# HANABI (Mr.Childrenの曲)
『HANABI』（ハナビ）は、日本のバンド・Mr.Childrenの33枚目のシングル。2008年9月3日にトイズファクトリーより発売された。

## 概要
通常盤のみの1形態で発売。3か月連続リリース(シングル＆DVD)の第3弾として、前作の『GIFT』から約1か月ぶりと短期間で発売されたシングル。27thシングル『四次元 Four Dimensions』以来のCD EXTRA仕様で、「HANABI」のミュージック・ビデオが収録されている。
アートディレクターは森本千絵で、ジャケットは氷の中に花火が打ち上がっているというビジュアルになっている。
この作品のリリース以降、Mr.ChildrenのシングルCDは、2012年4月18日発売の34thシングル『祈り 〜涙の軌道/End of the day/pieces』まで発売していない。

## チャート成績
オリコンチャートでは、歴代2位（記録達成当時）となる5thシングル『innocent world』から29作連続初登場1位を記録。初動売上は26.0万枚で、30thシングル『フェイク』以来3作ぶりに約25万枚を突破し、シングルでは27thシングル『四次元 Four Dimensions』以来（合算週を含めると29thシングル『しるし』以来）の2週連続1位を獲得した。累計売上は48.8万枚。2008年度の年間チャートでは6位となり、歴代1位となる6年連続年間TOP10入りを達成した。
発売から約10年後となる2018年5月10日に、ストリーミングサービスでの配信が解禁され、5月23日公開のBillboard JAPAN Top Streaming Songsで週間1位を獲得した。また、ストリーミングサービスの普及やタイアップ効果などにより、Billboard JAPAN Hot 100では、2017年から2020年にかけて4年連続で年間チャートにランクインした。
2020年4月には、表題曲「HANABI」のストリーミングのストリーム数が3000万回（シルバー認定）、同年7月には5000万回（ゴールド認定）、2022年3月には1億回（プラチナ認定）を突破した。Mr.Childrenの楽曲がストリーミング認定されるのは本楽曲が初で、プラチナ認定された唯一の楽曲でもある（Mr.Children#ストリーミング認定を参照）。
2021年8月25日、Billboard JAPANチャートにおけるストリーミングの累計再生回数が1億回を突破したことがBillboard JAPANにより発表された。Mr.Childrenの楽曲がストリーミング1億回再生を突破するのは「HANABI」が初となる。さらに、2000年代リリースの楽曲が1億回再生を超えるのも本楽曲が初となる。
オリコン週間ストリーミングランキングにおけるストリーミングの累計再生回数が1億回を突破した。同ランキングでMr.Childrenの楽曲が1億回再生を突破するのは「HANABI」が初となる。
2025年1月13日、YouTubeの公式チャンネルにて、Tour2015 REFLECTION Liveにて表題曲｢HANABI｣の視聴回数が1億回を突破し、Mr.Childrenの公式YouTubeチャンネルでは初の1億回再生を突破し、また邦楽でのライブ映像で1億回再生されたのは本楽曲が初となる。
同年5月8日付でSpotifyにて1億回再生を突破した。
同年6月8日、表題曲「HANABI」のミュージックビデオの視聴回数が1億回を突破し、Mr.Childrenの公式YouTubeチャンネル上のミュージックビデオで初の1億回再生を突破した。

## 収録曲
| 全作詞・作曲: 桜井和寿、全編曲: 小林武史 & Mr.Children。 |                                       |          |            |      |
| #                                                        | タイトル                              | 作詞     | 作曲・編曲 | 時間 |
| 1.                                                       | 「HANABI」                            | 桜井和寿 | 桜井和寿   | 5:46 |
| 2.                                                       | 「タダダキアッテ」                    | 桜井和寿 | 桜井和寿   | 5:20 |
| 3.                                                       | 「夏が終わる 〜夏の日のオマージュ〜」 | 桜井和寿 | 桜井和寿   | 4:54 |
| 合計時間:                                                | 合計時間:                             | 16:00    |            |      |

## 楽曲解説
1. HANABI
  - フジテレビ系テレビドラマ『コード・ブルー -ドクターヘリ緊急救命-』（2008年）[8]、同『2nd season』（2010年）[9]、同『3rd season』（2017年）[10]、同『劇場版』（2018年）主題歌[11]、住友生命『Vitality』CMソング（2024年）。ドラマプロデューサーの増本淳は「『HANABI』という曲は言うなれば6人目の登場人物というか〔中略〕『コード・ブルー』に欠かすことのできない登場人物の一人」と述べている[11]。また、桜井和寿は「問題を抱えていない人など、きっといなくて、それはドラマの登場人物も、僕もまたそうで、だけどそれぞれに、素敵な明日を願って暮らしている。そんな当たり前のこと、この『当たり前』の中にある儚さと美しさを『HANABI』は描いています。」とコメントしている[8]。
  - 桜井が、飼っている金魚の世話をしている際に生まれた楽曲。水槽の交換に使う水を一晩放置してしまった桜井に対して、「水というのは絶えず動いて新鮮な空気を取り込んでおかないと死んでいって水が腐ってしまう」ということを店員に教わったのがきっかけになったとのこと[注 1]。
  - 元々は全員の納得が得られず歌詞が無い時点でお蔵入りしていた曲。その後、桜井が改めてギターの練習に励んでいた際に生まれたメロディとお蔵入りした曲を組み合わせたが、それでも桜井は納得できなかったため、結局Aメロから全て作り直して完成させた楽曲である[12]。なお、新しく作り直したつもりだったBメロが、実はギター練習の際に生まれていたイントロだったという[12]。
  - ミュージック・ビデオの監督には、大喜多正毅が「Sign」以来約4年ぶりに起用された。ミュージック・ビデオは、本作のCD EXTRAの他に2008年12月10日発売の『SUPERMARKET FANTASY』の初回限定盤、2012年5月10日発売の『Mr.Children 2005-2010 <macro>』の初回限定盤、2018年3月21日発売の『Mr.Children DOME & STADIUM TOUR 2017 Thanksgiving 25』にも収録されている。
  - ライブでは、本作発売前に開催した野外音楽イベント『ap bank fes '08』で初披露された。発売直後のライブではオリジナルバージョンでの演奏で、それ以降はキーを半音下げたアレンジで演奏されることが多かったが、『Mr.Children TOUR 2015 REFLECTION』以降は再びオリジナルでの演奏で披露されている。シングルの中ではライブで演奏される回数が多い。
  - 2014年に開催されたファンクラブ限定ツアー『Mr.Children FATHER & MOTHER 21周年ファンクラブツアー』の直前に行われた「会員が最もライブで聴きたい曲」アンケートでは20位に選ばれている[13]。
2. タダダキアッテ
  - 11thアルバム『シフクノオト』収録曲の「タガタメ」のデモテープに近いバージョンで[14]、歌詞とメロディは同一だがカントリー調の軽いアレンジとなり、キーはニ長調からハ長調に下げられ、歌詞は1番と2番のサビが入れ替わり、歌詞配列や漢字表記などが異なっている。
  - この時期に今回のアレンジを聴かせたいと思った理由として、「演奏する側の思いに関わらず聴き手がそれぞれ解釈することで作品として完成させてもらいたかったため」と桜井は語っている[15][16]。
  - 鈴木英哉は曲中で笛を吹くことを考えていたが、桜井から「誠実さに欠ける」と指摘され断念した[14]。その模様はライブ・ビデオ『Mr.Children HOME TOUR 2007 -in the field-』のエンディングでも観ることができる。
3. 夏が終わる 〜夏の日のオマージュ〜
  - 桜井が子供の頃に田舎に遊びに行った際に感じた夏が終わる寂しさを思い出して歌詞を書いたという[15]。

## テレビ出演
| 番組名                                                | 日付           | 放送局     | 演奏曲                                 |
| ----------------------------------------------------- | -------------- | ---------- | -------------------------------------- |
| ミュージックステーション                              | 2008年9月12日  | テレビ朝日 | HANABI                                 |
| 僕らの音楽                                            | 2008年9月19日  | フジテレビ | HANABI                                 |
| CDTVスペシャル! 15周年プレミアライブ                  | 2008年9月24日  | TBS        | innocent world GIFT HANABI             |
| 2008 FNS歌謡祭                                        | 2008年12月3日  | フジテレビ | HERO HANABI                            |
| SONGS                                                 | 2008年12月10日 | NHK        | GIFT HANABI エソラ 少年                |
| Music Lovers                                          | 2008年12月14日 | 日本テレビ | HANABI エソラ 少年                     |
| 1億3000万人が選ぶ! ベストアーティスト2008             | 2008年12月16日 | 日本テレビ | HANABI                                 |
| ミュージックステーションスペシャル スーパーライブ2008 | 2008年12月26日 | テレビ朝日 | GIFT HANABI                            |
| SONGS                                                 | 2015年6月20日  | NHK        | HANABI 未完 fantasy 幻聴 Starting Over |

## ライブ映像作品
HANABI
| 作品名                                                       |
| ------------------------------------------------------------ |
| ap bank fes '08                                              |
| Mr.Children Tour 2009 〜終末のコンフィデンスソングス〜       |
| Mr.Children DOME TOUR 2009 SUPERMARKET FANTASY IN TOKYO DOME |
| Mr.Children Tour 2011 SENSE                                  |
| ap bank fes '12 Fund for Japan                               |
| Mr.Children REFLECTION {Live & Film}                         |
| Mr.Children DOME & STADIUM TOUR 2017 Thanksgiving 25         |
| Mr.Children Tour 2018-19 重力と呼吸                          |
| Mr.Children Dome Tour 2019 Against All GRAVITY               |
| Mr.Children 30th Anniversary Tour 半世紀へのエントランス     |

タダダキアッテ
| 作品名          |
| --------------- |
| ap bank fes '09 |

## 収録アルバム
- 『SUPERMARKET FANTASY』 (#1)
- 『Mr.Children 2005-2010 <macro>』 (#1)
- 『Mr.Children 2003-2015 Thanksgiving 25』 (#1)
- 『Mr.Children 2015-2021 & NOW』（#1）(Liveバージョン)